# Boerenbond (winkel)
Boerenbond was een winkelketen van Boerenbond Retail B.V. in de zuidelijke provincies van Nederland. Het bedrijf is voortgekomen uit de coöperatieve handelsverenigingen die omstreeks 1896 zijn ontstaan. Tot 2013 had de winkelketen ongeveer 232 winkels, waarvan een groot gedeelte zich in de provincie Noord-Brabant bevindt. 
Het assortiment richt zich op vier pijlers, te weten: Tuin, Dier, Klus en (Werk-)kleding.
Boerenbond Retail B.V. is onderdeel van de franchise-organisatie AgriRetail B.V., dat op haar beurt in eigendom is van IJsvogel Groep. Hiertoe behoren ook de Welkoop-winkels in Noord, Midden en Oost Nederland. De onderneming heeft een jaaromzet van ongeveer 490 miljoen euro.

## Splitsing
Met ingang van 26 augustus 2013 hebben IJsvogel Groep en AgriRetail de samenwerking in de Boerenbond franchise-organisatie beëindigd. IJsvogel Groep gaat verder met 73 Boerenbond-winkels die voornamelijk in Noord-Brabant actief zijn. Eind 2023 gebruikt men hiervoor de formulenaam 'Pets Place Boerenbond', er zijn dan 67 winkels met die naam. AgriRetail blijft franchisegever van 158 Welkoop-winkels.

## België
In België is Boerenbond een volkse naam voor een winkelketen van de bedrijvengroep  Aveve die ongeveer dezelfde producten verkoopt.